# AWA World Tag Team Championship

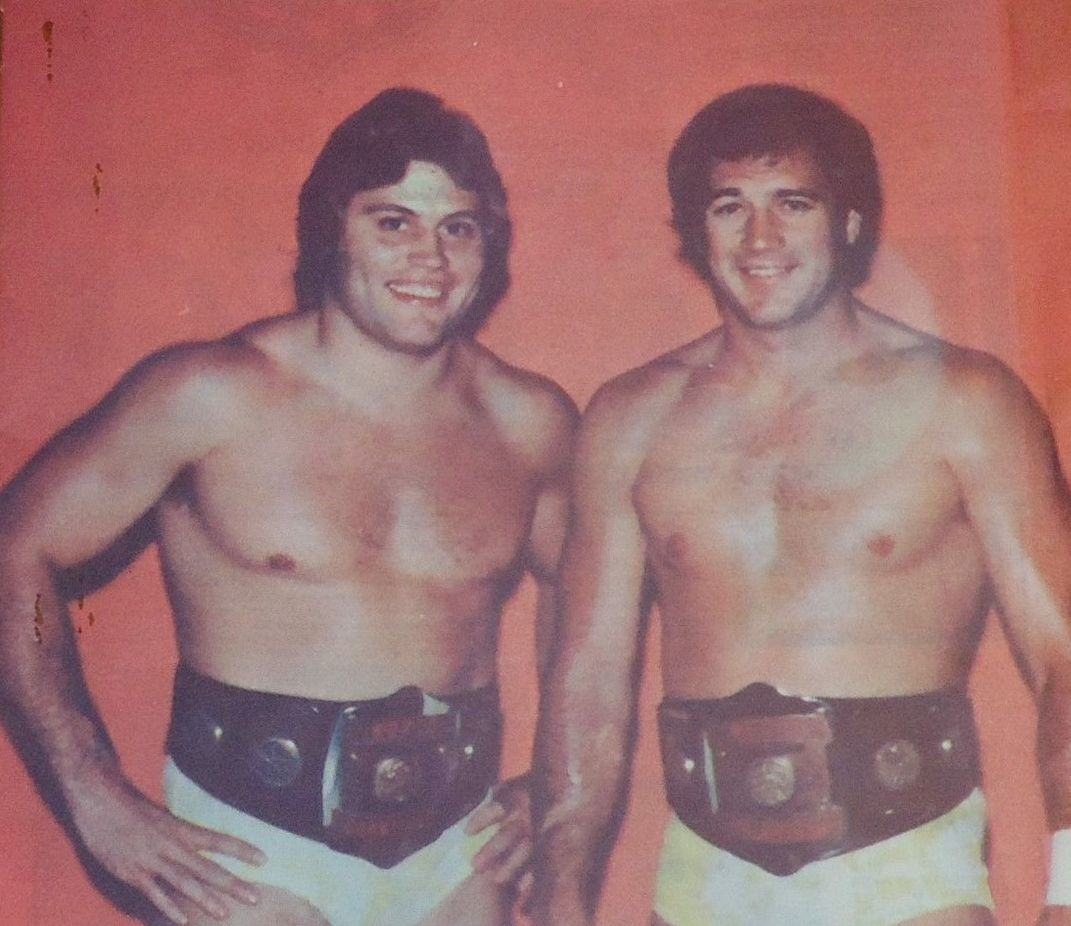
Jim Brunzell and Greg Gagne A.W.A World Tag Team Champions -1977

El AWA World Tag Team Championship (Campeonato Mundial en Parejas de la AWA en español) fue un campeonato de lucha libre profesional que fue defendido en la American Wrestling Association. Fue uno de los más prestigiosos campeonatos en parejas en la década de 1980. Tuvo duración desde 1960 hasta el quiebre de la promoción en 1991.

## Historia
Cuando la NWA Minneapolis Wrestling and Boxing Club se separó de la National Wrestling alliance, los actuales poseedores de ese entonces del NWA World Tag Team Championship (Minneapolis Version) eran Stan Kowalski y Tiny Mills. La American Wrestling Association, seguiría reconociendo a los campeones de la NWA. Luego, en agosto de 1960 Kowalski y Mills se consagraron campeones nuevamente, así que fueron reconocidos como los primeros Campeones Mundiales en Parejas de la AWA.

## Lista de campeones
| Luchador:                                                      | Reinados Juntos: | Derrotaron a:                                   | Fecha:                   | Ubicación                 |
| -------------------------------------------------------------- | ---------------- | ----------------------------------------------- | ------------------------ | ------------------------- |
| Murder, Inc Stan Kowalski (1) & Tiny Mills (1)                 | 1                | Son reconocidos como campeones                  | 1 de agosto de 1960      | N/A                       |
| Hard Boiled Haggerty (1) & Len Montana (1)                     | 1                | Murder, Inc.                                    | 4 de octubre de 1960     | Minneapolis, Minnesota    |
| Hard Boiled Haggerty (2) & Gene Kiniski (1)                    | 1                | Kiniski Reemplaza a Montana                     | 18 de marzo de 1961      | Saint Paul, MInnesota     |
| Wilbur Snyder (1) & Leo Nomellini (1)                          | 1                | Hard Boiled Haggerty & Gene Kiniski             | 23 de mayo de 1961       | Minneapolis, Minnesota    |
| Hard Boiled Haggerty (3) & Gene Kiniski (2)                    | 2                | Wilbur Snyder & Leo Nomellini                   | 19 de julio de 1961      | Saint Paul, Minnesota     |
| Vacante                                                        | N/A              | La Pareja Campeona Se Divide.                   | 8 de agosto de 1961      | N/A                       |
| Hard Boiled Haggerty (4) & Bob Geigel (1)                      | 1                | Gene Kiniski                                    | 26 de junio de 1961      | Saint Paul, Minnesota     |
| Dale Lewis (1) & Pat Kennedy (1)                               | 1                | Hard Boiled Haggerty & Bob Geigel               | 16 de noviembre de 1961  | Rochester, Minnesota      |
| Otto Von Krupp (1) & Bob Geigel (2)                            | 1                | Dale Lewis & Pat Kennedy                        | 23 de noviembre de 1961  | Rochester, Minnesota      |
| Vacante                                                        | N/A              | Debido a una lesión de Von Krupp                | enero de 1962            | N/A                       |
| Larry Hennig (1) & Duke Hoffman (1)                            | 1                | Ivan & Nikita Kalmikoff.                        | 15 de enero de 1962      | Saint Paul, Minnesota     |
| Bob Geigel (3) & Stan Kowalski (2)                             | 1                | Larry Hennig & Duke Hoffman                     | 13 de febrero de 1962    | Minneapolis, Minnesota    |
| Art (1) & Stan Neilson (1)                                     | 1                | Cambio de Campeones.                            | abril de 1962            | Cincinnati, Ohio          |
| Mr. High & Mr. Low                                             | 1                | Art & Stan Neilson                              | 16 de diciembre de 1962  | Saint Paul, Minnesota     |
| The Kalmikoff Ivan (1) & Karol (1)                             | 1                | Mr. High & Mr. Low                              | 1 de enero de 1963       | Minneapolis, Minnesota    |
| The Crusher (1) & Dick the Bruiser (1)                         | 1                | The Kalmikoff                                   | 20 de agosto de 1963     | Minneapolis, Minnesota    |
| Verne Gagne (1) & Moose Evans (1)                              | 1                | The Crusher & Dick The Bruiser                  | 9 de febrero de 1964     | Minneapolis, Minnesota    |
| The Crusher (2) & Dick the Bruiser (2)                         | 2                | Verne Gagne & Moose Evans                       | 23 de febrero de 1964    | Saint Paul, Minnesota     |
| Larry Hennig (2) & Harley Race (1)                             | 1                | The Crusher& Dick the Bruiser                   | 30 de enero de 1965      | Minneapolis, Minnesota    |
| The Crusher (3) & Verne Gagne (2)                              | 1                | Larry Hennig & Harley Race                      | 24 de julio de 1965      | Minneapolis, Minnesota    |
| Larry Hennig (3) & Harley Race (2)                             | 2                | The Crusher 6 Dick The Bruiser                  | 7 de agosto de 1965      | Minneapolis, Minnesota    |
| The Crusher (4) & Dick the Bruiser (3)                         | 3                | Larry Hennig & Harley Race                      | 28 de mayo de 1966       | Minneapolis, Minnesota    |
| Larry Hennig (4) & Harley Race (3)                             | 2                | The Crusher & Dick the Bruiser                  | 6 de enero de 1967       | Chicago, Illinois         |
| Verne Gagne (3) & Don Leo Jonathan (1)                         | 1                | Larry Hennig & Harley Race                      | 15 de marzo de 1967      | Winnipeg, Manitoba        |
| Larry Hennig (5) & Harley Race (4)                             | 3                | Se le son Devueltos los Títulos.                | 1967                     | N/A                       |
| Harley Race (5) & Chris Markoff (1)                            | 1                | Markoff Sustituye a Hennig debido a una lesión. | 1 de noviembre de 1967   | N/A                       |
| Wilbur Snyder (2) & Pat O'Connor (1)                           | 1                | Harley Race & Chris Markoff                     | 10 de noviembre de 1967  | Chicago, Illinois         |
| Mitsu Arakawa (1) & Dr. Moto (1)                               | 1                | Wilbur Snyder & Pat O'Connor                    | 2 de diciembre de 1967   | Chicago, Illinois         |
| The Crusher (5) & Dick the Bruiser (4)                         | 4                | Mitsu Arakawa & Dr. Moto                        | 28 de diciembre de 1968  | Chicago, Illinois         |
| Butcher (1) & Mad Dog Vachon (1)                               | 1                | The Crusher & Dick the Bruiser                  | 30 de agosto de 1969     | Chicago, Illinois         |
| Red Bastien (1) & Hercules Cortez (1)                          | 1                | Butcher & Mad Dog Vachon                        | 15 de mayo de 1971       | Milwaukee, Wisconsin      |
| Red Bastien (2) & The Crusher (6)                              | 1                | The Crusher Remplaza a Hercules Cortes          | agosto de 1971           | N/A                       |
| Nick Bockwinkel (1) & Ray Stevens (1)                          | 1                | Red Bastien & The Crusher                       | 20 de enero de 1972      | Denver, Colorado          |
| Ed Francis (1) & Billy Robinson (1)                            | 1                | Nick Bockwinkel & Ray Stevens                   | 15 de noviembre de 1972  | Honolulu, Hawái           |
| Nick Bockwinkel (2) & Ray Stevens (2)                          | 2                | Se le son devueltos los títulos.                | Diciembre de 1972        | N/A                       |
| Verne Gagne (4) & Billy Robinson (2)                           | 1                | Nick Bockwinkel & Ray Stevens                   | 30 de diciembre de 1972  | Minneapolis, Minnesota    |
| Nick Bockwinkel (3) & Ray Stevens (3)                          | 3                | Verne Gagne & Billy Robinson                    | 6 de enero de 1973       | Saint Paul, Minnesota     |
| The Crusher (7) & Billy Robinson (3)                           | 1                | Nick Bockwinkel & Ray Stevens                   | 21 de julio de 1974      | Green Bay, Wisconsin      |
| Nick Bockwinkel (4) & Ray Stevens (4)                          | 4                | The Crusher & Billy Robinson                    | 24 de octubre de 1974    | Winnipeg, Manitoba        |
| The Crusher (8) & Dick the Bruiser (5)                         | 5                | Nick Bockwinkel & Ray Stevens                   | 16 de agosto de 1975     | Chicago, Illinois         |
| Bobby Duncum (1) & Blackjack Lanza (1)                         | 1                | The Crusher & Dick The Bruiser                  | 23 de julio de 1976      | Chicago, Illinois         |
| High Flyers Greg Gagne (1) & Jim Brunzell (1)                  | 1                | Bobby Dumcum & Blackjack Lanza                  | 7 de julio de 1977       | Winnipeg, Manitoba        |
| Pat Patterson (1) & Ray Stevens (5)                            | 1                | Debido a una lesión de Brunzell                 | 23 de septiembre de 1978 | N/A                       |
| Verne Gagne (5) & Mad Dog Vachon (2)                           | 1                | Pat Pateterson & Ray Stevens                    | 6 de junio de 1979       | Winnipeg, Manitoba        |
| The East-West Connection Jesse Ventura (1) & Adrian Adonis (1) | 1                | Verne Gagne & Mad Dog Vachon                    | 20 de julio de 1980      | Denver, Colorado          |
| High Flyers Greg Gagne (2) & Jim Brunzell (2)                  | 2                | The East-West Connection                        | 14 de junio de 1981      | Green Bay, Wisconsin      |
| The Sheiks Jerry Blackwell (1) & Ken Patera (1)                | 1                | Hign Flyers                                     | 26 de junio de 1983      | Minneapolis, Minnesota    |
| The Crusher (9) & Baron Von Raschke (1)                        | 1                | The Sheiks                                      | 6 de mayo de 1984        | Green Bay, Wisconsin      |
| The Road Warriors Animal (1) & Hawk (1)                        | 1                | The Crusher & Baron Von Raschke                 | 25 de agosto de 1984     | Las Vegas, Nevada         |
| Jimmy Garvin (1) & Steve Regal (1)                             | 1                | The Road Warriors                               | 29 de septiembre de 1985 | Saint Paul, Minnesota     |
| Curt Hennig (1) & Scott Hall (1)                               | 1                | Jimmy Garvin & Steve Regal                      | 18 de enero de 1986      | Albuquerque, Nuevo México |
| Buddy Rose (1) & Doug Somers (1)                               | 1                | Curt Hennig & Scott Hall                        | 17 de mayo de 1986       | Hammond                   |
| The Midnight Rockers Shawn Michaels (1) & Marty Jannetty (1)   | 1                | Buddy Rose & Doug Somers                        | 27 de enero de 1987      | Saint Paul, Minnesota     |
| Boris Zhukov (1) & Soldat Ustinov (1)                          | 1                | The Midnight Rockers                            | 25 de mayo de 1987       | Lake Thahoe, Nevada       |
| Jerry Lawler (1) & Bill Dundee (1)                             | 1                | Boris Zhukov & Soldat Ustinov                   | 11 de octubre de 1987    | Memphis, Tennessee        |
| Hector Guerrero (1) & Dr. D (1)                                | 1                | Jerry Lawler & Bill Dundee                      | 19 de octubre de 1987    | Memphis, Tennessee        |
| Jerry Lawler (2) & Bill Dundee (2)                             | 2                | Hector guerrero & Dr. D                         | 26 de octubre de 1987    | Memphis, Tennessee        |
| Original Midnight Express Dennis Condrey (1) & Randy Rose (1)  | 1                | Jerry Lawler & Bill Dundee                      | 30 de octubre de 1987    | Whitewater, Wisconsin     |
| The Midnight Rockers Shawn Michaels (2) & Marty Jannetty (2)   | 2                | Original Midnight Express                       | 27 de diciembre de 1987  | Las Vegas, Nevada         |
| Badd Company Pat Tanaka (1) & Paul Diamond (1)                 | 1                | The Midnight Express                            | 19 de marzo de 1988      | Las Vegas, Nevada         |
| The Olympians Ken Patera (2) & Brad Rheingans (1)              | 1                | Badd Company                                    | 25 de marzo de 1989      | Rochester, Minnesota      |
| Vacante                                                        | N/A              | Debido a una lesión de Patera                   | 18 de septiembre de 1989 | N/A                       |
| Destruction Crew Mike Enos (1) & Wayne Bloom (1)               | 1                | Venciendo a Greg Gagne & Paul Diamond           | 1 de octubre de 1989     | Rochester, Minnesota      |
| The Trooper (1) & DJ Petterson (1)                             | 1                | Destruction Crew                                | 11 de agosto de 1990     | Rochester, Minnesota      |
| Abandonado                                                     | N/A              | Debido al quiebre de la promoción.              | enero de 1991            | N/A                       |

## Mayor cantidad de reinados

### En Parejas
- 5 veces: The Crusher & Dick the bruiser.
- 4 veces: Larry Henning & Harley Race, Nick Bockwinkel & Ray Stevens.
- 2 veces: Hard Boiled Haggerty & Gene Kiniski, High Flyers y The Rockers.

### Individualmente
- 9 Veces: The Crusher.
- 5 Veces: Larry Henning, Harley Race, Dick the Bruiser, Ray Stevens y Verne Gagne.
- 4 Veces: Hard Boiled Haggerty y Nick Bockwinkel.
- 3 Veces: Bob Geigel y Billy Robinson.